# Grace Daniel
Pour les articles homonymes, voir Daniel.
Grace Kubi Daniel (née le 24 février 1984) est une joueuse nigériane de badminton.

## Carrière
Grace Daniel obtient une médaille d'or aux Jeux africains de 2007 à Alger, en battant la sud-africaine Michelle Claire Edwards en simple, et deux médailles d'argent avec ses partenaires, Susan Ideh en double dames et Greg Okuonghae en mixte.
Grace Daniel se qualifie pour simple dames aux Jeux olympiques d'été de 2008 à Pékin, après avoir atteint le 89e rang mondial. Elle perd au premier tour face à la tchèque Kristína Gavnholt (en), sur le score de 13–21 et 8–21,.

## Palmarès
Championnats d'Afrique de badminton
- 2007 :  en simple dames.
- 2002 :  en simple dames.
- 2000 :  en simple dames.

- 2012 :  en double dames, avec Susan Ideh.
- 2009 :  en double dames, avec Mary Gideon.
- 2007 :  en double dames, avec Karen Foo Kune.
- 2004 :  en double dames, avec Miriam Sude.
- 2002 :  en double dames, avec Miriam Sude.
- 2000 :  en double dames, avec Miriam Sude.

- 2011 :  en double mixte, avec Ibrahim Adamu.
- 2009 :  en double mixte, avec Ola Fagbemi.
- 2004 :  en double mixte, avec Greg Okuonghae.
- 2000 :  en double mixte, avec Ocholi Edicha.

Jeux africains
- 2015 :  en simple dames.
- 2007 :  en simple dames.
- 2003 :  en simple dames.
- 2015 :  en double dames, avec Maria Braimoh.
- 2011 :  en double dames, avec Fatima Azeez.
- 2007 :  en double dames, avec Susan Ideh.
- 2003 :  en double dames, avec Susan Ideh.
- 2011 :  en double mixte, avec Ibrahim Adamu.
- 2007 :  en double mixte, avec Greg Okuonghae.
- 2003 :  en double mixte, avec Greg Okuonghae.

Tournois BWF
En simple :
- Mauritius International (en) 2009 : .
- Nigeria International 2008 : .
- Mauritius International (en) 2008 : .
- Nigeria International 2006 : .
- South Africa International (en) 2005 : .
- Nigeria International 2002 : .
- Kenya International (en) 2002 : .

En double dames :
- Mauritius International (en) 2006 :  avec Karen Foo Kune.

En double mixte :
- Mauritius International (en) 2009 :  avec Ola Fagbemi.
- Nigeria International 2008 :  avec Greg Okuonghae.
- Kenya International (en) 2008 :  avec Greg Okuonghae.
- Mauritius International (en) 2006 :  avec Greg Okuonghae.
- South Africa International (en) 2005 :  avec Greg Okuonghae.
- Kenya International (en) 2002 :  avec Ola Fagbemi.